# A Mark, a Mission, a Brand, a Scar
A Mark, a Mission, a Brand, a Scar é o terceiro álbum de estúdio da banda Dashboard Confessional, lançado em 19 de Agosto de 2003.
Recebeu o certificado de ouro da RIAA, por ter vendido mais de 500.000 cópias nos Estados Unidos.
| Críticas profissionais                                                      | Críticas profissionais |
| Avaliações da crítica                                                       | Avaliações da crítica  |
| Fonte                                                                       | Avaliação              |
| --------------------------------------------------------------------------- | ---------------------- |
| allmusic                                                                    | [ 1 ]                  |
| Rolling Stone                                                               | [ 2 ]                  |
| Slant                                                                       | [ 3 ]                  |
| Esta tabela precisa de ser acompanhada por texto em prosa. Consulte o guia. |                        |

## Faixas
1. "Hands Down" – 3:06
2. "Rapid Hope Loss" – 3:40
3. "As Lovers Go" – 3:31
4. "Carry This Picture" – 2:54
5. "Bend and Not Break" – 5:06
6. "Ghost of a Good Thing" – 3:44
7. "Am I Missing" – 4:05
8. "Morning Calls" – 4:19
9. "Carve Your Heart Out Yourself" – 3:44
10. "So Beautiful" – 3:28
11. "Hey Girl" – 3:33
12. "If You Can't Leave It Be, Might as Well Make It Bleed" – 3:37
13. "Several Ways to Die Trying" – 6:08
14. "This Old Wound" [*] – 4:02
15. "The End of an Anchor" [*] – 5:26
16. "Nightswimming" (R.E.M. Cover) [*] - 4:01

[*] Músicas bônus não encontradas nas versões americanas